# Martino de Leyva
Martino de Leyva y de la Cueva-Cabrera, conte di Monza (Milano, 1549 – Valencia, 1600), è stato un nobile e militare spagnolo.
Fu padre di Marianna de Leyva, figura storica su cui Alessandro Manzoni basò il personaggio della Monaca di Monza ne I Promessi Sposi. Per tale motivo la figura del padre della Monaca di Monza nel medesimo romanzo è ispirata alla sua.

## Biografia

### Origini familiari e carriera militare
Martino de Leyva nacque a Milano nel 1549. Era il secondogenito del nobile spagnolo Luis de Leyva, conte di Monza, e di Marianna de la Cueva y Cabrera. Apparteneva a una delle più influenti famiglie della nobiltà castigliana trapiantata in Italia nel corso del XVI secolo, legata alla corte imperiale. Per parte di padre era nipote di don Antonio de Leyva, generale e statista spagnolo, comandante imperiale durante le guerre d'Italia e primo governatore del Ducato di Milano sotto il dominio di Carlo V d'Asburgo.
In quanto figlio cadetto, ereditò il titolo comitale e fu destinato alla carriera militare, che svolse con impegno e continuità nel servizio della monarchia spagnola. Si arruolò nella Real Armada, partecipando nel 1568 alla campagna contro i moriscos ribelli in Granada, e successivamente, nel 1571, alla celebre battaglia di Lepanto, in cui combatté sotto il comando di Don Giovanni d'Austria e dove riportò gravi ferite. Nel 1574 prese parte all'impresa militare della conquista de La Goletta, in Tunisia. In riconoscimento dei suoi meriti militari fu nominato cavaliere dell'Ordine di Santiago e divenne comandante di una compagnia di lance nello Stato di Milano.

### Matrimonio con Virginia Marino
Durante un soggiorno a Genova connesso ai suoi incarichi diplomatici e amministrativi, Martino conobbe Virginia Marino, figlia del ricchissimo banchiere Tommaso Marino, duca di Terranova e costruttore dell’omonimo Palazzo Marino a Milano. Virginia era vedova di Ercole Pio di Savoia, da cui aveva avuto cinque figli, tra cui Marco Pio di Savoia, futuro signore di Sassuolo, che nel 1587 sposò Clelia Farnese, figlia naturale del cardinale Alessandro Farnese.
Dopo la morte, avvenuta nel 1572, sia di Tommaso Marino che di Ercole Pio, Virginia si ritrovò erede di un vasto patrimonio, fatto che attrasse l'attenzione di numerosi esponenti della nobiltà milanese e spagnola. Le nozze con Martino de Leyva furono celebrate a Milano il 22 dicembre 1574, con un solenne rito secondo il cerimoniale della corte spagnola. Il contratto matrimoniale prevedeva una dote di 50.000 scudi, comprendente il palazzo milanese in piazza San Fedele e i possedimenti agricoli delle cascine "Mirabello" e dei "Pomi" di Monza. Dopo le nozze, Virginia lasciò i figli del primo matrimonio a Sassuolo, affidandoli ai parenti della famiglia Pio di Savoia.
Pochi mesi dopo il matrimonio, Virginia rimase incinta e tra novembre e dicembre del 1575 diede alla luce l'unica figlia della coppia, Marianna de Leyva. Il destino della bambina, che diventerà poi suor Virginia Maria de Leyva, ispirerà Alessandro Manzoni nella creazione della celebre figura della Monaca di Monza nel romanzo I promessi sposi.

### Testamento e dispute ereditarie
Virginia Marino morì prematuramente nel 1577, durante un'epidemia di peste che colpì Milano. Prima della morte, aveva redatto un testamento in cui lasciava eredi la figlia Marianna e il primogenito Marco Pio di Savoia. Tuttavia, le sorelle di Marco impugnarono il testamento, avviando una lunga controversia giuridica con l'obiettivo di ridurre i diritti di Marianna sull'eredità materna.
Il contenzioso fu chiuso nel 1580 con un accordo formale tra Martino de Leyva e Enea Pio di Savoia, tutore di Marco. La divisione patrimoniale riconobbe cinque dodicesimi del lascito a Marianna e sette dodicesimi ai Pio. L'intesa mirava anche a evitare il dissesto economico delle due famiglie, entrambe in difficoltà per le spese militari e di rappresentanza.

### Secondo matrimonio e decisioni sulla figlia
Nel 1588, Martino si recò in Spagna per motivi politici e matrimoniali. A Valencia conobbe Anna Viquez de Moncada, sorella del futuro viceré di Sicilia e figlia di Gerolamo Viquez Mauriques, barone di Laurin. La coppia si sposò e Martino si stabilì stabilmente nella città valenzana. Da questo matrimonio nacquero quattro figli: Luigi, Antonio, Gerolamo e Adriana.
Le spese crescenti connesse al mantenimento della nuova famiglia e ai doveri nobiliari spinsero Martino a destinare Marianna alla vita religiosa. Con atto notarile del 15 marzo 1589, egli stabilì una dote spirituale di 6.000 lire imperiali per l'ingresso della figlia nel monastero benedettino di Santa Margherita a Monza. A ciò si aggiungevano pagamenti annuali e un vitalizio, ma la dote non fu mai effettivamente versata per intero.
Il 12 settembre 1591, Marianna prese il velo e assunse il nome di suor Virginia Maria. Poco dopo, Martino, con l'intervento del suo amministratore Giuseppe Limiato, chiese e ottenne una proroga di due anni per il pagamento della dote, che tuttavia rimase inadempiuta.

### Ultimi incarichi e morte
Nel 1586, Martino fu ricompensato da Filippo II di Spagna per i suoi servizi militari e diplomatici con l'assegnazione alla figlia di una dote pubblica di 7.000 ducati da parte della Camera di Milano, da incassare all'età nuziale, a testimonianza del fatto che in origine era prevista una sistemazione matrimoniale per Marianna.
Nel dicembre 1587 fu nominato maestro di campo della cavalleria leggera del Regno di Napoli, e nel 1588 entrò a far parte del Consiglio Collaterale, il massimo organo giudiziario e amministrativo del regno.
Continuò a gestire i suoi interessi tra Valencia, Napoli e la Lombardia. Morì a Valencia nel 1600. Alla sua morte, il titolo comitale e i diritti feudali su Monza passarono ai figli, tra cui Marianna, che risulta aver esercitato prerogative signorili insieme ai fratelli, come attestano documenti firmati di suo pugno.

## Ascendenza
|                                        |                              |                               | Genitori |  |  | Nonni            |  |  | Bisnonni               |  |
|                                        |                              |                               |          |  |  | Antonio de Leyva |  |  | Juan Martinez de Leyva |  |
|                                        |                              |                               |          |  |  | Antonio de Leyva |  |  | Juan Martinez de Leyva |  |
|                                        |                              | Constanza de Mendoza y Guzman |          |  |  | Antonio de Leyva |  |  |                        |  |
| Luis de Leyva                          |                              |                               |          |  |  | Antonio de Leyva |  |  |                        |  |
|                                        |                              | Castellana Fabra              | …        |  |  |                  |  |  |                        |  |
|                                        |                              | Castellana Fabra              | …        |  |  |                  |  |  |                        |  |
|                                        |                              | Castellana Fabra              | …        |  |  |                  |  |  |                        |  |
| Martino de Leyva y de la Cueva-Cabrera |                              | Castellana Fabra              |          |  |  |                  |  |  |                        |  |
|                                        | Fernando I conte di Chinchòn | …                             |          |  |  |                  |  |  |                        |  |
|                                        | Fernando I conte di Chinchòn | …                             |          |  |  |                  |  |  |                        |  |
|                                        | Fernando I conte di Chinchòn | …                             |          |  |  |                  |  |  |                        |  |
| Marianna de la Cueva y Cabrera         | Fernando I conte di Chinchòn |                               |          |  |  |                  |  |  |                        |  |
|                                        |                              | Teresa de La Cueva            | …        |  |  |                  |  |  |                        |  |
|                                        |                              | Teresa de La Cueva            | …        |  |  |                  |  |  |                        |  |
|                                        |                              | Teresa de La Cueva            | …        |  |  |                  |  |  |                        |  |
|                                        |                              | Teresa de La Cueva            |          |  |  |                  |  |  |                        |  |